# Garry Kitchen
Garry Kitchen (...) è un autore di videogiochi statunitense, attivo fin dai primi anni '80 soprattutto nel campo dei giochi per console e in seguito per Web e dispositivi mobili.
Nella sua lunga carriera è stato designer, programmatore e produttore di molti titoli, arrivando anche a dare il proprio nome all'ambiente di sviluppo Garry Kitchen's GameMaker.

## Biografia
Anche i suoi fratelli Dan e Steve erano sviluppatori di videogiochi, seguendo le orme del padre che aveva l'hobby dell'elettronica. Garry era inizialmente appassionato di disegno, poi si interessò ai videogiochi.
Quando era ancora studente in ingegneria elettrica trovò lavoro per pagarsi gli studi alla Wickstead Design Associates, ditta di elettronica di consumo che poi si focalizzò sui giochi elettronici e infine sui videogiochi per Atari 2600.
Nel 1982 Kitchen realizzò per la Coleco la conversione Atari 2600 del celebre Donkey Kong, poi entrò alla Activision, come anche entrambi i suoi fratelli, dove sviluppò il successo Keystone Kapers, nato da un suggerimento di sua moglie. Poi, sempre alla Activision, iniziò a dedicarsi anche al software per computer, sviluppando The Designer's Pencil (1984) per Commodore 64, un programma di grafica e sonoro che fa uso anche di una sorta di linguaggio di programmazione.
Il passo successivo fu Garry Kitchen's GameMaker (1985), un vero e proprio ambiente di sviluppo di giochi completi. Entrambi i titoli sono dotati di interfaccia grafica avanzata, che secondo Kitchen era in buona parte ispirata dal Macintosh recentemente uscito. A suo dire, GameMaker è probabilmente anche il prodotto di cui va più fiero in tutta la sua carriera.
In seguito lasciò la Activision insieme ad alcuni colleghi, tra cui il fratello Dan, per fondare la Absolute Entertainment (1986-1995), e relativo studio di sviluppo Imagineering. La Absolute, nella quale poi entrò anche l'ex collega della Activision David Crane, è responsabile di diversi successi come Bart vs. the Space Mutants e A Boy and His Blob.
La successiva azienda di Kitchen fu la Skyworks Technologies Inc. (1995-2009, dal 2007 Skyworks Interactive), all'avanguardia nel campo dei videogiochi pubblicitari.
La Skyworks venne fondata e diretta da Kitchen, con la partecipazione di David Crane e di Alan Miller (altro ex Activision), e divenne di primaria importanza nel settore dello sviluppo di casual game online e advergame, occupandosi anche di giochi commerciali per console portatili e dispositivi mobili.
Kitchen lavorò a sei titoli per iOS che arrivarono in testa alla classifica dell'App Store, nei suoi primi anni in cui la concorrenza era relativamente poca.
Alla Classic Gaming Expo del 2003 Kitchen ricevette un Lifetime Achievement Award (premio alla carriera).
Nel 2010, di nuovo insieme a David Crane, ha fondato la AppStar Games, rivolta al mercato iOS, ma rimasta in attività per poco.
Nel 2010-2012 Kitchen è stato vicepresidente del ramo editoria di giochi alla Viacom Media Networks.
In seguito la sua principale attività è divenuta la consulenza legale nel campo dell'industria videoludica e dello sviluppo software. Dal 2007 dirige la società di consulenza SGK Service.
Nel 2021, insieme al fratello Dan e a David Crane, ha fondato la Audacity Games, dedicata a produrre giochi per il retrogaming sulla storica Atari 2600.

## Videogiochi
Secondo la rivista Retro Gamer, tra i migliori titoli sviluppati o co-sviluppati da Kitchen, molto vari nel genere, ci sono Garry Kitchen's GameMaker, The Simpsons: Bart vs. the Space Mutants, A Boy and His Blob: Trouble on Blobolonia, Pressure Cooker e Super Battletank.
Elenco completo dei giochi a cui Kitchen ha lavorato, secondo quanto da lui riportato:
| Titolo                                   | Piattaforma       | Anno | Editore/licenzatario       | Ruolo di Kitchen                |
| ---------------------------------------- | ----------------- | ---- | -------------------------- | ------------------------------- |
| Wildfire                                 | gioco elettronico | 1979 | Parker Brothers            | Software                        |
| Bank Shot                                | gioco elettronico | 1980 | Parker Brothers            | Design/software                 |
| Space Jockey                             | Atari 2600        | 1980 | U.S. Games                 | Design/software                 |
| 3D Supergraphics                         | Apple II          | 1980 | United Software of America | demo di Assembly (con P. Lutus) |
| Reversal                                 | Atari 8-bit       | 1981 | Hayden Publishing          | conversione da Apple II         |
| Bellhop                                  | Apple II          | 1982 | Hayden Publishing          | Design/software                 |
| Donkey Kong                              | Atari 2600        | 1982 | Coleco                     | Software                        |
| Keystone Kapers                          | Atari 2600        | 1983 | Activision                 | Design/software                 |
| Pressure Cooker                          | Atari 2600        | 1983 | Activision                 | Design/software                 |
| Crackpots                                | Atari 2600        | 1983 | Activision                 | Software                        |
| Ghostbusters                             | Atari 2600        | 1985 | Activision                 | Software                        |
| Kung-Fu Master                           | Atari 2600        | 1987 | Activision                 | Artista/software                |
| Pete Rose Baseball                       | Atari 2600        | 1988 | Absolute                   | Co-design/software              |
| The Designer's Pencil                    | Commodore 64      | 1984 | Activision                 | Design/software                 |
| Ghostbusters                             | Commodore 64      | 1984 | Activision                 | Software aggiuntivo             |
| Garry Kitchen's GameMaker                | Commodore 64      | 1985 | Activision                 | Design/software                 |
| Crossbow                                 | Commodore 64      | 1986 | Absolute                   | Co-design/software              |
| Stealth ATF                              | NES               | 1989 | Activision                 | Co-design/software              |
| A Boy and His Blob                       | NES               | 1990 | Absolute                   | Co-design/software              |
| Battletank                               | NES               | 1990 | Absolute                   | Design/software                 |
| Destination Earthstar                    | NES               | 1990 | Acclaim                    | Co-design/software              |
| The Simpsons: Bart vs. the Space Mutants | NES               | 1991 | Acclaim                    | Co-design/software              |
| Home Alone                               | SNES              | 1992 | THQ                        | Co-design/software              |
| Super Battletank: War in the Gulf        | SNES              | 1992 | Absolute                   | Design/software                 |
| The Simpsons: Bart vs. the World         | NES               | 1992 | Acclaim                    | Co-design/software              |
| Klondike Solitaire                       | Sega Channel      | 1995 | SEGA                       | Co-design/artista               |
| Super Battletank 2                       | SNES              | 1993 | Absolute                   | Co-design/software              |
| Life Savers Chomp                        | CD-ROM            | 1996 | Life Savers                | Co-design/software              |
| Candystand Yipes Hang Gliding            | Web/online        | 1997 | Life Savers                | Design/software                 |
| Candystand Yipes Skate Race              | Web/online        | 1997 | Life Savers                | Design/software                 |
| Candystand Video Poker                   | Web/online        | 1997 | Life Savers                | Design/software                 |
| Candystand Yipes Coloring Book           | Web/online        | 1997 | Life Savers                | Design/software                 |
| Candystand Grafitti Contest              | Web/online        | 1997 | Life Savers                | Design/software                 |
| Candystand Where in the world...         | Web/online        | 1997 | Life Savers                | Design/software                 |
| Bet Your Life Savers TV Trivia           | Web/online        | 1997 | Life Savers                | Design/software                 |
| Candystand Snowboarding                  | Web/online        | 1997 | Life Savers                | Design/software                 |
| Nabisco Chipulator                       | Web/online        | 1997 | Nabisco                    | Design/software                 |
| Bubble Yum Screensaver                   | Web/online        | 1998 | Life Savers                | Design/software                 |
| Candystand Gummiworks Construction Kit   | Web/online        | 1998 | Life Savers                | Design/software                 |
| Ford Basketball Shootout                 | Web/online        | 1998 | Ford                       | Design/software                 |
| H.O.R.S.E. Basketball Shootout           | Web/online        | 1998 | Sportcut                   | Design/software                 |
| Bet Your Life Savers ‘80s TV Trivia      | Web/online        | 1998 | Life Savers                | Design/software                 |
| Fruit Stripe Puzzle game                 | Web/online        | 1999 | Life Savers                | Design/software                 |
| Ford Fallout                             | Web/online        | 1999 | Ford                       | Design/software                 |
| Premium Jigsaw Puzzle Palace             | Web/online        | 1999 | Nabisco                    | Design/software                 |
| Nabiscoworld Ball Toss                   | Web/online        | 1999 | Nabisco                    | Design/software                 |
| Nabiscoworld Holiday House               | Web/online        | 1999 | Nabisco                    | Design/software                 |
| Nabiscoworld Greeting Cards              | Web/online        | 1999 | Nabisco                    | Design/software                 |
| S.I. H.O.R.S.E. Basketball Shootout      | Web/online        | 1998 | CNN/SI                     | Design/software                 |
| Candystand Flavor Factory                | Web/online        | 2000 | Life Savers                | Design/software                 |
| Candystand 2 Minute Drill                | Web/online        | 2000 | Life Savers                | Design/software                 |
| Cornnuts Nuttin’ But Net                 | Web/online        | 2000 | Nabisco                    | Design/software                 |
| Bell Atlantic Nothing But Net            | Web/online        | 2000 | Bell Atlantic              | Design/software                 |
| Home Run Derby                           | Web/online        | 2001 | Century 21                 | Design/software                 |
| Big League Bash                          | Web/online        | 2001 | Fox Sports                 | Design/software                 |
| Kraft Puzzle Maker                       | Web/online        | 2001 | Kraft                      | Design/software                 |
| GSK Trivia                               | CD-ROM            | 2001 | GSK                        | Design/software                 |
| Stars Academy Mess of Mass               | Web/online        | 2001 | Stars Academy              | Design/software                 |
| Stars Academy Space Trivia               | Web/online        | 2001 | Stars Academy              | Design/software                 |
| GSK Coloring Book                        | Web/online        | 2001 | GSK                        | Design/software                 |
| Big Barney Chase board game              | Web/online        | 2001 | Kraft/Post                 | Design/software                 |
| Mission Code Red                         | Web/online        | 2001 | Pepsi                      | Design/software                 |
| Trolli Kaboom                            | Web/online        | 2002 | Life Savers                | Design/software                 |
| Candy Drops                              | Web/online        | 2002 | Life Savers                | Design/software                 |
| Smack Dab in the Middle                  | Web/online        | 2002 | Nabisco                    | Design/software                 |
| Intelsat Satellite game                  | CD-ROM            | 2002 | Intelsat                   | Design/software                 |
| Red & Ned racing                         | Web/online        | 2002 | Kraft                      | Design/software                 |
| Tombstone Racer                          | Web/online        | 2003 | Tombstone Pizza            | Design/software                 |
| Barney Spy Caper                         | Web/online        | 2005 | Kraft/Post                 | Software                        |
| Dandy Drops                              | Download          | 2004 | Skyworks                   | Design/software                 |
| VU Role Playing Game                     | Web/online        | 2004 | Life Savers                | Design/software                 |
| Acrobats                                 | Web/online        | 2004 | Nabisco                    | Design/software                 |
| Air Hockey                               | Web/online        | 2004 | Life Savers                | Design/software                 |
| Poker Puzzle                             | Web/online        | 2004 | Nabisco                    | Design/software                 |
| Board Game of Life                       | Web/online        | 2004 | Fidelity                   | Design/software                 |
| Swap and Drop                            | Web/online        | 2004 | Weightwatchers             | Design/software                 |
| Craver Catch                             | Web/online        | 2005 | Kraft/Post                 | Design/software                 |
| Acrobats Deluxe                          | Download          | 2005 | Skyworks                   | Design/software                 |
| March of the Penguins                    | Nintendo DS       | 2006 | DSI                        | Design                          |
| Grind and Grab                           | Web/online        | 2006 | Life Savers                | Design/software                 |
| Spiderman City game                      | Web/online        | 2007 | Kraft/Nabisco              | Design/software                 |
| Arcade Hoops                             | iOS               | 2008 | Skyworks                   | Co-design/software              |
| Arcade Bowl                              | iOS               | 2008 | Skyworks                   | Software                        |
| Air Hockey                               | iOS               | 2009 | Skyworks                   | Design                          |
| World Cup Table Tennis                   | iOS               | 2009 | Skyworks                   | Produttore esecutivo/design     |
| Match 3 Poker                            | iOS               | 2009 | Skyworks                   | Design/software                 |
| Skyscrapers                              | iOS               | 2009 | Skyworks                   | Design/software                 |
| Iron Horse                               | iOS               | 2010 | AppStar Games              | Co-design                       |
| Fling Pong                               | iOS               | 2010 | AppStar Games              | Design/software                 |
| Leslie West String Bend'a                | iOS               | 2010 | AppStar Games              | Co-design                       |
| Jelly Cannon                             | iOS               | 2012 | Nickelodeon                | Produttore esecutivo            |
| Addicting Games                          | iOS               | 2012 | Nickelodeon                | Produttore esecutivo/design     |
| Scribble Hero                            | iOS               | 2012 | Nickelodeon                | Produttore esecutivo            |
| Circus Convoy                            | Atari 2600        | 2021 | Audacity Games             | Co-designer/artista             |